# HMNZS Manawanui (A09, 2019)
HMNZS Manawanui (A09) byla oceánská podpůrná loď novozélandského královského námořnictva, primárně sloužící jako výzkumná loď a podpůrná loď pro potápěče. Vznikla přestavbou civilního plavidla MV Edda Fonn. Do služby byla zařazena roku 2019. Dne 5. října 2024 plavidlo ztroskotalo při průzkumu útesů u jižního pobřeží ostrova Upolu v souostroví Samoa.

## Pozadí vzniku

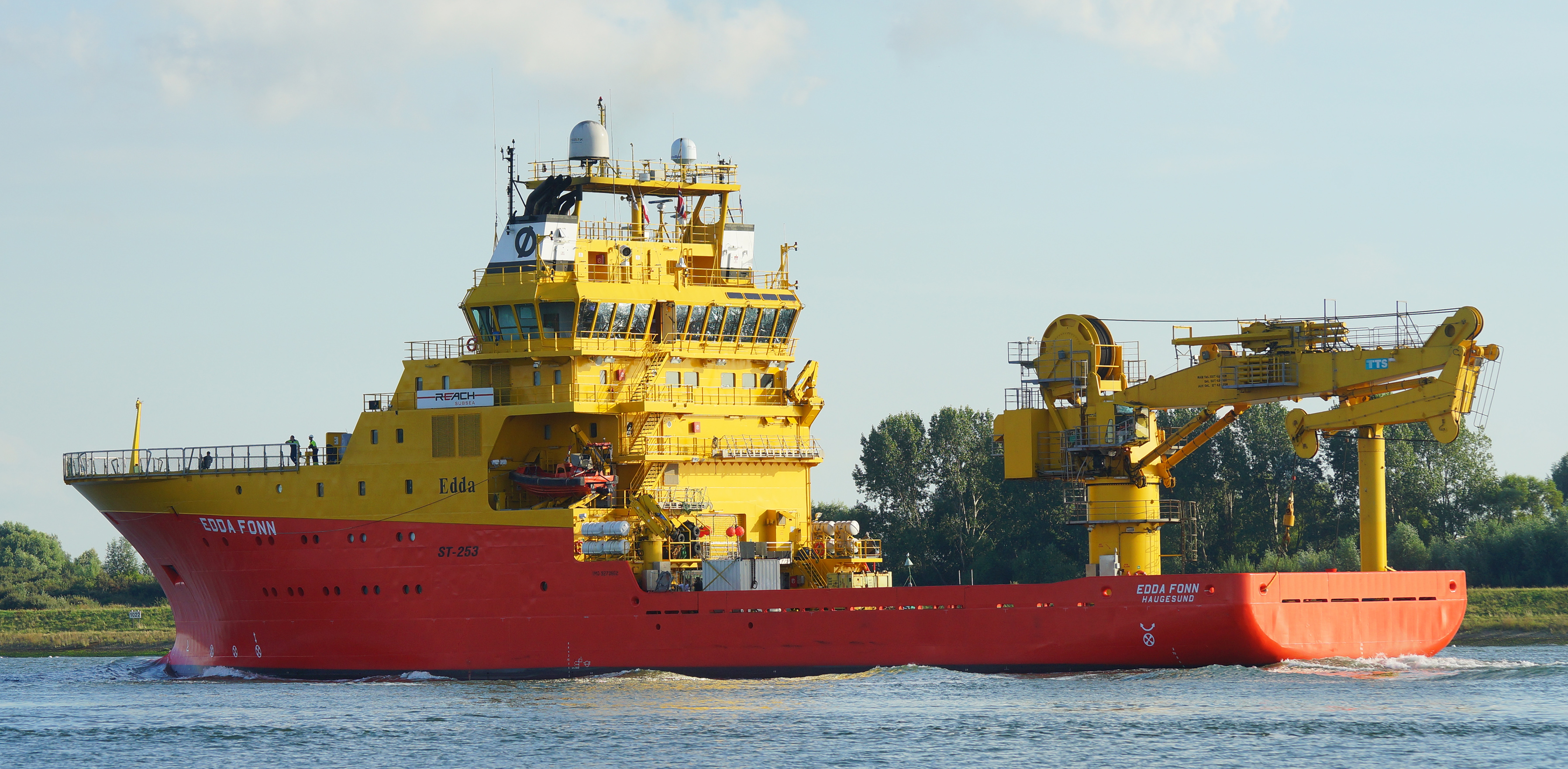
Manawanui vznikl přestavbou civilního plavidla MV Edda Fonn (na obrázku)

Stavba nového plavidla, nahrazujícího výzkumnou loď HMNZS Resolution (A14) (vyřazena 2012) a loď pro podporu potápěčů HMNZS Manawanui (A09) (vyřazena 2018), byla součástí modernizačního plánu přijatého novozélandskou vládou v roce 2016. Stavbě zcela nového plavidla zabránil nedostatek financí. Proto bylo rozhodnuto, že plavidlo bude získáno přestavbou již existujícího plavidla. Na zakoupení a přestavbu plavidla bylo vyčleněno 103 milionů dolarů.
Z více než 150 kandidátů bylo jako nejvhodnější vybráno norské plavidlo Edda Fonn, provozované společností Østensjø Rederi v Severním moři. Plavidlo postavila norská loděnice Myklebust v Gurskenu. Od roku 2003 bylo využíváno v naftařském průmyslu. Vyřazeno bylo na konci roku 2018. Na počátku roku 2019 loď odplula do Dánska, kde ve Frederikshavnu začaly její úpravy. Námořnictvo plavidlo převzalo v květnu 2019 na základně v novozélandském Devonportu, načež proběhla závěrečná série úprav. Do služby bylo plavidlo přijato 7. června 2019 na základně v Devonportu. Ceremoniálu se účastnila premiérka Jacinda Ardern.
V září 2023 byla dokončena druhé série úprav plavidla pro potřeby námořnictva.

## Konstrukce

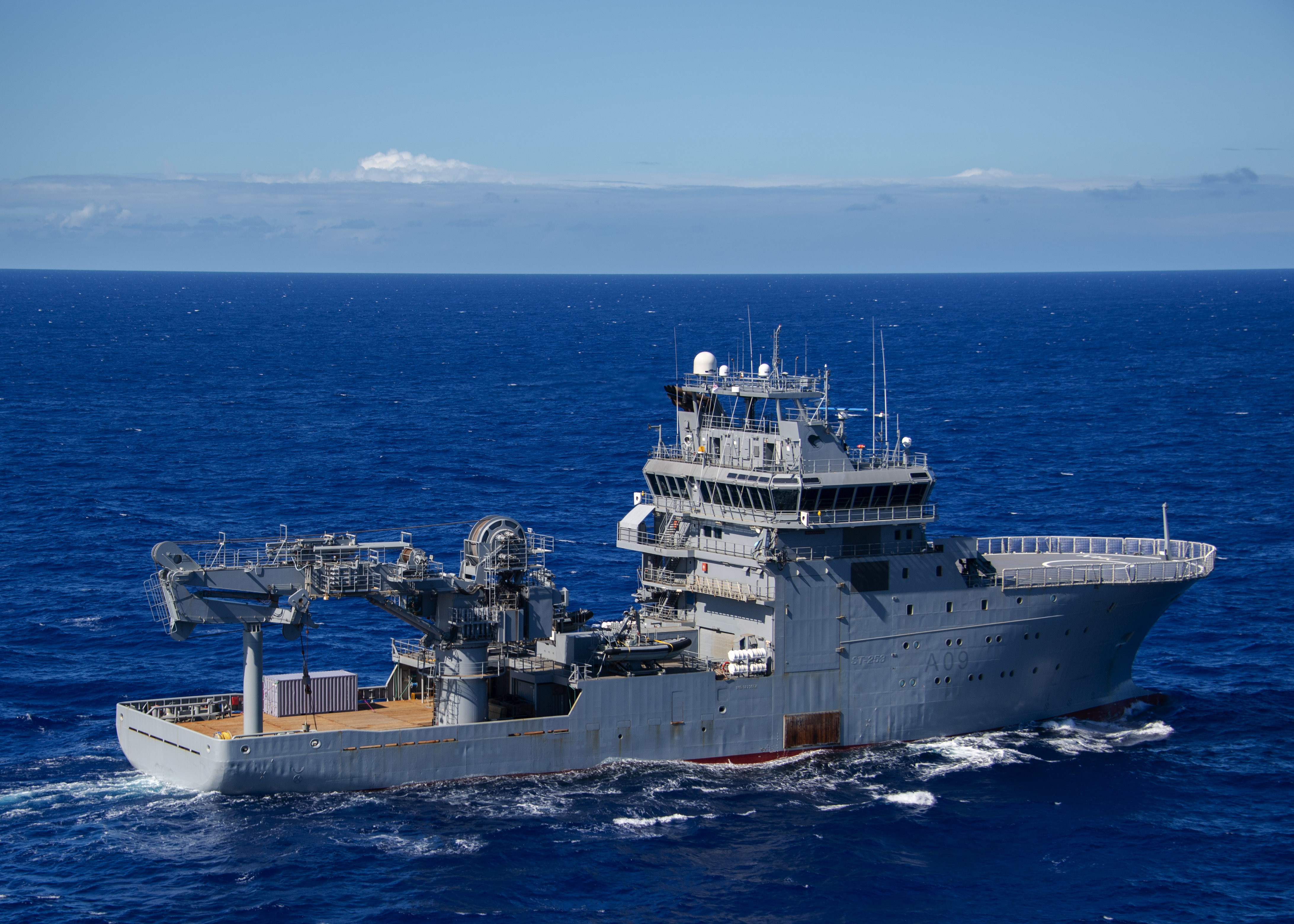
HMNZS Manawanui (A09)

Při přestavbě byla loď vybavena různým specializovaným vybavením. Například dálkově ovládaným podmořským prostředkem Saab Seaeye Cougar XT. Pohonný systém tvořily čtyři dieselgenerátory, pohánějící dva pody a tři dokormidlovací zařízení. Nejvyšší rychlost dosahovala 13 uzlů. Dosah byl 7000 námořních mil.

## Potopení
Dne 5. října 2024 plavidlo ztroskotalo při průzkumu útesů u jižního pobřeží ostrova Upolu v souostroví Samoa. Ráno 6. října 2024 se hořící plavidlo převrátilo a potopilo. Všech 75 členů posádky bylo zachráněno. Manawanui je prvním plavidlem novozélandského námořnictva ztraceným od dob druhé světové války. Podle předběžných závěrů vojenského vyšetřovacího soudu způsobila katastrofu řada lidských chyb.
Dle předběžných závěru vyšetřování byla nehoda způsobena chybou posádky, která si neuvědomila, že autopilot plavidla je stále zapnutý, přestože měl být odpojen. Když plavidlo nereagovalo správně na řízení, přičítali to poruše trysek, místo aby v souladu s postupy zkontrolovali autopilota. Autopilot tak plavidlo navedl až na mělčinu, kde se potopilo. Dle ministryně obrany Judith Collins na vyšetřování naváže disciplinární řízení, které se bude týkat důstojníka řídícího loď, jeho přímého nadřízeného a velitelky lodi Yvonne Gray.